# Südliche Talleitenspitze
Die Südliche Talleitenspitze ist ein 3113 m ü. A. hoher Berggipfel in der Schobergruppe an der Grenze zwischen Osttirol und Kärnten. Sie wurde früher lokal auch als Tag- oder Gamsleitenspitze bezeichnet und liegt an der Gemeindegrenze von Nußdorf-Debant, Kals am Großglockner und Heiligenblut am Großglockner. Benachbarte Gipfel sind die Nördliche Talleitenspitze im Norden, der Glödis im Westen und der Gössnitzkopf im Süden.
Die Südliche Talleitenspitze wurde erstmals am 12. August 1900 durch O. Haselberg und W. Frerichs erstiegen.

## Aufstiegsmöglichkeiten
Die Südliche Talleitenspitze wird im Normalfall über den leichtesten Anstieg vom Gössnitzkopf aus erklettert. Dabei folgt der Weg zunächst von der Lienzer Hütte in die Gössnitzscharte und danach unmarkiert über den Südostgrat auf den Gössnitzkopf (Schwierigkeitsgrad I). Der beidseitig steil abfallende Verbindungsgrat zwischen dem Gössnitzkopf und der Südlichen Talleitenspitze wird im Anschluss erklettert (Schwierigkeitsgrad I-II.). Zunächst führt der Weg nordwestlich des Gössnitzkopfes in eine ausgeprägte Gratsenke, danach verläuft der Aufschwung zum Gipfel über Blockkletterei entlang des Grates. Schwierigere Stellen, wie die übereinanderliegenden Blöcke vor dem ersten Gipfel, können rechts umgangen werden. Danach folgt nach wenigen Minuten der Hauptgipfel.
Neben der Abstiegsmöglichkeit über den Gössnitzkopf kann der Abstieg von der Südlichen Talleitenspitze auch über den Nordgrat erfolgen. Im Anschluss an den gleichmäßig, steil abfallenden Grat, der in ausgesetzter Kletterei absolviert werden muss, führt der Weg weiter nach Westen über steile Schneefelder auf den Glödiskees und danach am Fuße der Wandschnitzköpfe südwestlich zum Glödistörl. Vom Glödiskees kann der Abstieg auch zur Lesachhütte erfolgen.
Weitere Aufstiegsmöglichkeiten auf die Südliche Talleitenspitze bieten der Südwestgrat und die Südflanke.